# 古勒岡
39°24′N 8°29′W / 39.400°N 8.483°W
古勒岡（葡萄牙語：Golegã），是葡萄牙的城鎮，位於該國中部，由聖塔倫區負責管轄，始建於1534年，面積84.32平方公里，2011年人口5,913，該城鎮人口密度每平方公里70.13人。

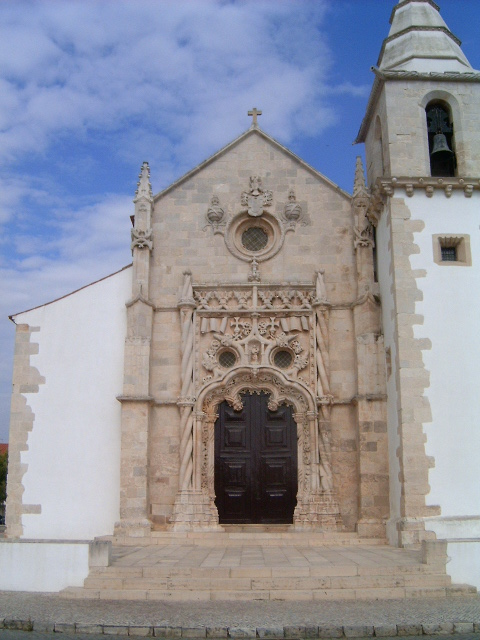